# Pomnik Tysiąclecia Brześcia
Pomnik Tysiąclecia Brześcia (biał. Помнік Тысячагоддзя Брэста, ros. Памятник Тысячелетия Бреста) – został wzniesiony z okazji tysiąclecia Brześcia w starej części miasta 26 lipca 2009 na skrzyżowaniu ul. Mikołaja Gogola i ul. Sowieckiej. Konkurs na projekt pomnika odbył się w 2008 roku, z którego wyłoniono dwóch zwycięzców, architekta Aleksieja Andrejuka, oraz rzeźbiarza Aleksieja Pawluczuka, w międzyczasie zarządzono także zbieranie datków na pokrycie kosztów postawienia pomnika.
Pomnik jest otoczony 6 posągami z brązu. Każda z postaci przedstawia chronologicznie różne okresy z dziejów miasta: książę Włodzimierz Wasylkowicz, wielki książę litewski Witold i Mikołaj Radziwiłł Czarny a także postacie ogólne mieszkańców: kronikarz, żołnierz, matka. Wszystkie postacie znajdują się pod osłoną Anioła Stróża.
W kwietniu 2011 roku ustalono płaskorzeźbę z brązu dookoła pomnika, która przedstawia znaczne wydarzenia w dziejach miasta: legenda o założeniu miasta, budowa miasta, udział brześcian w Bitwie pod Grunwaldem, wydanie Biblii Brzeskiej, obrona Twierdzy Brzeskiej w 1941 roku, podbój kosmosu.
Wszystko osadzone jest na cokole, wykonanym z granitu, sprowadzonego z miejscowości Mikaszewicze z południa Białorusi. Całkowita wysokość pomnika wynosi 15 metrów. 